# Ватрени обрачун
Ватрени обрачун (енгл. Shoot 'Em Up) је амерички акциони филм из 2007, у продукцији New Line Cinema са Клајвом Овеном, Моником Белучи и Полом Џијаматијем у главним улогама.

## Радња
Смит (Клајв Овен) покушава да убије Херца (Пол Ђамати), који жели да убије новорођену бебу. Али он само успева да се отргне од потере. Смит води своју пријатељицу Дону (Моника Белучи) са собом. Дона заводи Смита и они воде страствену љубав. Смит схвата праве планове и шаље Дону и дете у аутобус - једини сигуран начин да изађу из града. Он сам нема времена да дође до њих, пошто је ликвидација Херца одложена. Као резултат тога, Смит успева да убије Херца. На крају филма, Смит и Дона примећују једно друго у кафићу и страствено се љубе.

## Улоге
| Глумац         | Улога                 |
| -------------- | --------------------- |
| Клајв Овен     | Смит                  |
| Моника Белучи  | Дона „Ди Кју“ Кинтано |
| Пол Џијамати   | Карл Херц             |
| Стивен Мекхети | Хемерсон              |